# Amorphophallus yunnanensis
Amorphophallus yunnanensis är en kallaväxtart som beskrevs av Adolf Engler. Amorphophallus yunnanensis ingår i släktet Amorphophallus och familjen kallaväxter. Inga underarter finns listade.